# Popowo (powiat szamotulski)

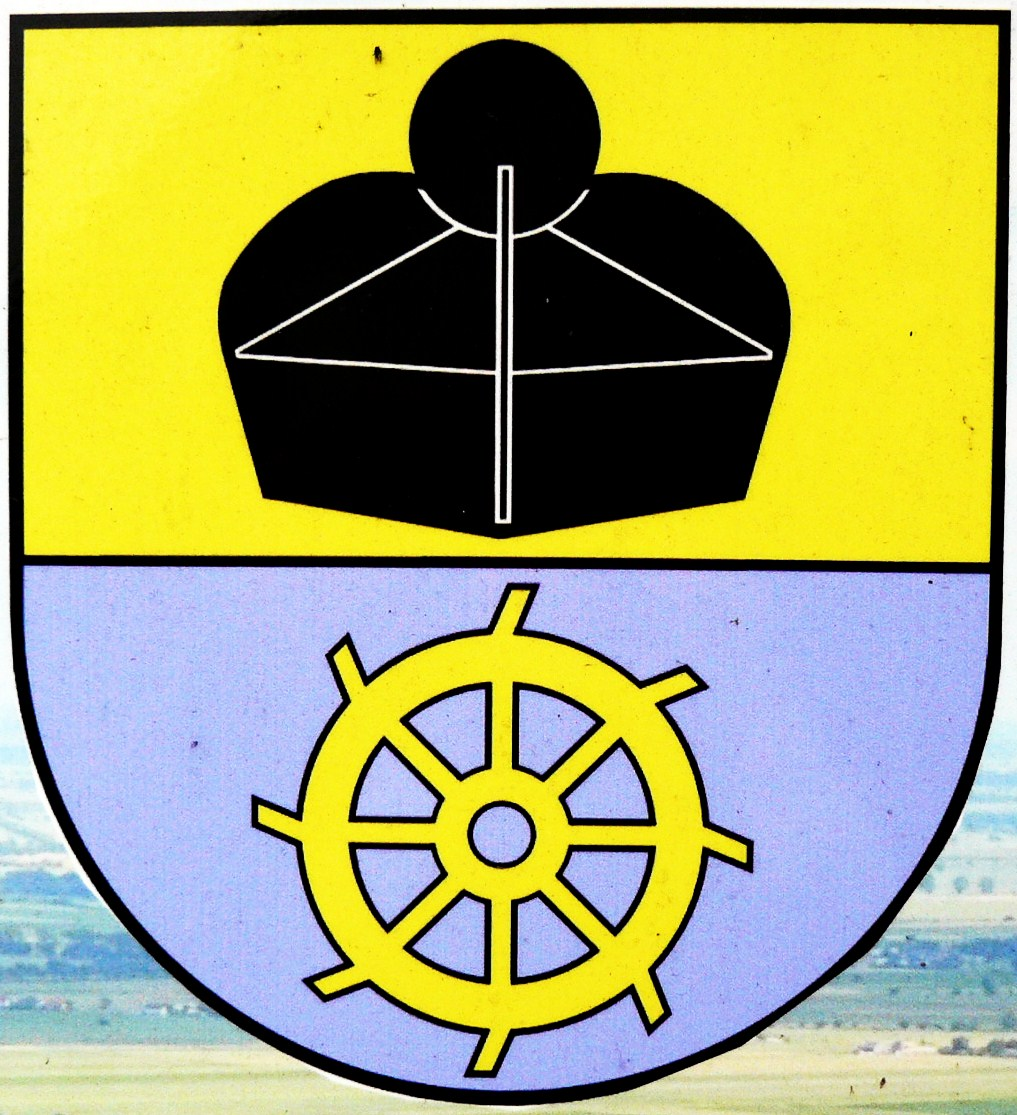
Nieoficjalny herb wsi Popowo

Popowo – niewielka wieś sołecka w Polsce, położona w województwie wielkopolskim, w powiecie szamotulskim, w gminie Wronki, przy drodze wojewódzkiej nr 150.

## Podział
| SIMC    | Nazwa        | Rodzaj                 |
| ------- | ------------ | ---------------------- |
| 0533073 | Aleksandrowo | część wsi (do 2023 r.) |
| 0533080 | Krasnobrzeg  | część wsi (do 2023 r.) |
| 0533096 | Krzywołęka   | część wsi              |
| 0533104 | Szklarnia    | część wsi (do 2023 r.) |

## Historia
Wieś pierwotnie związana była z Wielkopolską i istnieje co najmniej od początku XVI wieku. Po raz pierwszy odnotowana została w języku łacińskim z 1508 pod nazwą "Popovo", a w 1553 "Popowo Minor".
Miejscowość była początkowo królewszczyzną, własnością królewską należącą do królów polskich, a później wsią szlachecką należącą do polskiej szlachty z rodu Górków herbu Łodzia, a także do Czarnkowskich herbu Nałęcz III oraz Borek-Gostyńskich herbu Gryzimia, Rogozińskich i Łąckich. W 1508 wieś leżała w powiecie poznańskim województwa poznańskiego w Koronie Królestwa Polskiego. W latach 1508-1580 należała do parafii biezdrowskiej, a w 1553 odnotowana w parafii Wronki.
Pierwsze wzmianki z lat 1508-1565 odnotowują wodny młyn popowski o jednym kole wodnym, którego koło zobrazowane zostało w herbie miejscowości. Miejscowość w począku XVI wieku stała się własnością szlachecką. W 1515 król polski Zygmunt I Stary, w zamian za zrzeczenie się prawa dziedzicznego do miast królewskich Pobiedziska i Kościana oraz do kwoty 8000 złotych, nadał kasztelanowi poznańskiemu Łukaszowi z Górki na prawie dziedzicznym zamek Wieleń wraz z miastami Wieleń oraz Wronki, a także z okolicznymi wsiami, a w tym m.in. z wsią Popowo. W 1565 dobra królewskie Wieleń, w tym Popowo, znajdowały się w posiadaniu starosty kolskiego Stanisława z Górki.
W 1557 wojewoda brzeski i kujawski Łukasz III Górka sprzedał z zastrzeżeniem prawa odkupu kasztelanowi santockiemu Mikołajowi Borkowi Gostyńskiemu miasto Wronki oraz wsie Biezdrowo, Popowo, Klempicz i Zakrzewo za 10000 złotych. W 1562 Mikołaj Gostyński dobra te z powrotem wydzierżawił za 10000 złotych Łukaszowi Górce. W 1568 Łukasz z Górki wojewoda poznański sprzedał kasztelanowi śremskiemu Wojciechowi Czarnkowskiemu miasto Wronki wraz z wsiami, w tym m.in. z Popowem, za 77000 złotych, a Wojciech Czarnkowski zapisał żonie Barbarze córce zmarłego Andrzeja z Górki oraz siostrze Łukasza po 25000 złotych posagu oraz wiana na 1/4 dóbr Czarnków oraz na połowie dóbr Wronki, w tym m.in. na Popowie.
Miejscowość odnotowały także historyczne rejestry podatkowe dzięki, którym znamy stosunki własnościowe we wsi. W 1553 we wsi miał miejsce pobór z 2,5 łana. W 1563 pobrano podatki z 3 łanów oraz młyna o jednym kole wodnym. W 1565 w Popowie było 6 kmieci gospodarujących na 6 śladach, 4 zagrodników oraz młynik o jednym kole korzecznym na stawie położonym na strudze zwanej "Zdroje" biegnącej przez środek wsi. W 1565 odnotowano, że struga ta poruszała młyn wodny oraz zasilała w wodę trzy stawy o następujących rozmiarach: pierwszy 4 x 1,5 sznura, głęboki na wysokość jednego człowieka (oryg. „na mężu”), drugi 1,5 na jeden sznur, który głęboki był na 6-8 łokci oraz trzeci w rozmiarze 4 x 1 sznur, głęboki na 6 łokci. W 1577 pobór z Popowa zapłacił kasztelan rogoziński Wojciech Czarnkowski. W 1580 pobór zapłaciła wdowa po Wojciechu kasztelanie rogozińskim Barbara Rogozińska.
W 1590 woźny sądu ziemskiego w zastaw wartości 3000 złotych, obejmujący wieś Biezdrowo wraz z młynem, role zwane "Smęty" w Nowej Wsi koło Wronek oraz "Krzywą Łąkę" w Popowie  wwiązał chorążego poznańskiego Mikołaja Łąckiego. Dobra te były wówczas w posiadaniu Barbary Rogozińskiej wdowy po kasztelanie rogozińskim Wojciechu Czarnkowskim oraz jej synów: późniejszego wojewody kaliskiego Andrzeja oraz Piotra Czarnkowskiego.
W 1708 założono tutaj wieś olęderską wraz z cmentarzem. W 1790 osada ta miała około 80 mieszkańców i trzynaście domów. Wskutek II rozbioru Polski w 1793, miejscowość przeszła pod władanie Prus i jak cała Wielkopolska znalazła się w zaborze pruskim.

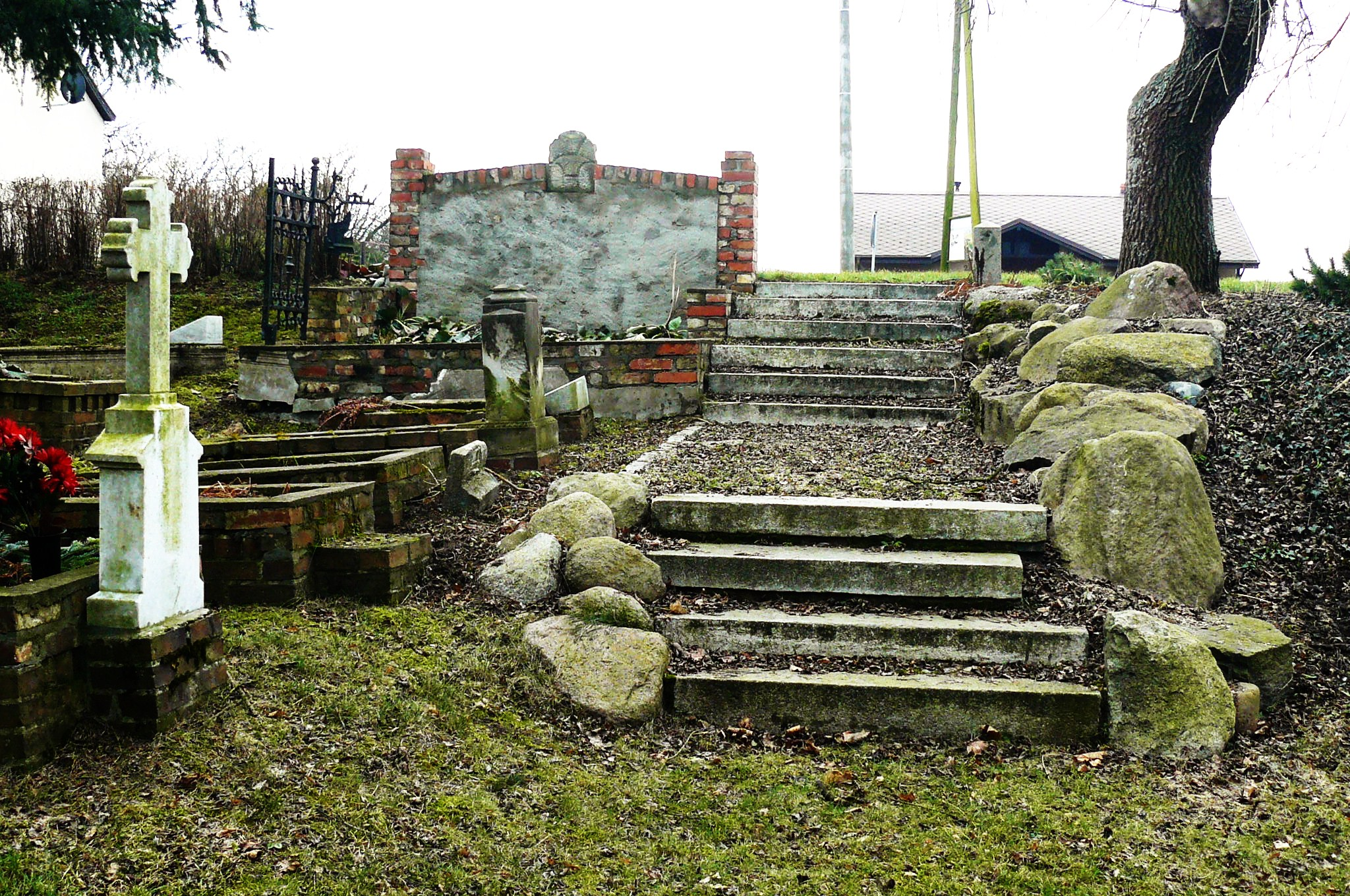
Fragment cmentarza

W 1815 zamieszkiwali tutaj wyłącznie protestanci, którymi najczęściej byli osadzani na tych ziemiach Olędrzy. W 1845 wieś liczyła już 24 domostwa, a na 226 ewangelików przypadało siedmiu katolików. W 1911 zamieszkiwał tu jeden Polak (kowal). Po I wojnie światowej wieś wróciła do Polski i zaczęli tu napływać liczni Polacy (w 1929 na 217 Niemców przypadało 67 Polaków). W 1945 wszystkich Niemców wysiedlono. W początkach XXI wieku odnowiono cmentarz ewangelicki (ekshumacje), przekształcając go w lapidarium.
W latach 1975–1998 wieś należała administracyjnie do województwa pilskiego.

## Obiekty
- cmentarz ewangelicki w Popowie,
- Ośrodek Szkoleniowy należący do klubu piłkarskiego Amica Wronki; po fuzji z Lechem Poznań stał się własnością Lecha.